# ديفيد بي. هارموني
ديفيد بي. هارموني (بالإنجليزية: David B. Harmony) هو ضابط أمريكي، ولد في 3 سبتمبر 1832 في إيستون في الولايات المتحدة، وتوفي في 2 نوفمبر 1917.